# Powiat Kurate
Powiat Kurate (jap. 鞍手郡 Kurate-gun) – powiat w Japonii, w prefekturze Fukuoka. W 2020 roku liczył 22 391 mieszkańców.

## Miejscowości
- Kotake
- Kurate

## Historia[2]

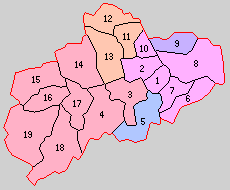
Powiat Kurate (1889 r.)

- Powiat został założony 1 listopada 1878 roku. Wraz z utworzeniem nowego systemu administracyjnego 1 kwietnia 1889 roku powiat Kurate został podzielony na 1 miejscowość i 18 wiosek[3].
- 2 września 1898 – wioska Koyanose zdobyła status miejscowości. (2 miejscowości, 17 wiosek)
- 14 marca 1900 – wioska Ueki zdobyła status miejscowości. (3 miejscowości, 16 wiosek)
- 15 grudnia 1908 – wioska Yoshikawa powiększyła się o teren wsi Hiyoshi. (3 miejscowości, 15 wiosek)
- 1 kwietnia 1926 – wioska Miyata zdobyła status miejscowości. (4 miejscowości, 14 wiosek)
- 1 listopada 1926 – miejscowość Nōgata powiększyła się o teren wiosek Shin’nyū, Fukuchi, Ton’no (頓野村), i Shimozakai. (4 miejscowości, 10 wiosek)
- 1 kwietnia 1927 – miejscowość Miyata powiększyła się o teren wsi Kaida. (4 miejscowości, 9 wiosek)
- 1 stycznia 1928 – wioska Kotake zdobyła status miejscowości. (5 miejscowości, 8 wiosek)
- 1 stycznia 1931 – miejscowość Nōgata zdobyła status miasta. (4 miejscowości, 8 wiosek)
- 11 lutego 1943 – wioska Wakamiya zdobyła status miejscowości. (5 miejscowości, 7 wiosek)
- 1 kwietnia 1951 – miejscowość Wakamiya powiększyła się o teren wiosek Naka i Yamaguchi. (5 miejscowości, 5 wiosek)
- 1 sierpnia 1952 – miejscowość Tsurugi zdobyła status miasta. (6 miejscowości, 4 wioski)
- 1 stycznia 1955 – w wyniku połączenia miejscowości Tsurugi i wiosek Nishikawa i Furutsuki powstała miejscowość Kurate. (6 miejscowości, 2 wioski)
- 31 marca 1955: (5 miejscowości)
  - miejscowość Ueki została włączona w teren miasta Nōgata.
  - miejscowość Miyata powiększyła większą część wsi Kasamatsu.
  - miejscowość Wakamiya powiększyła o wioskę Yoshikawa i pozostałą część wsi Kasamatsu.
- 1 kwietnia 1955 – miejscowość Koyanose została włączona w teren miasta Yahata. (4 miejscowości)
- 11 lutego 2006 – w wyniku połączenia miejscowości Miyata i Wakamiya powstało miasto Miyawaka. (2 miejscowości)